# Victor Hendrix
Victor Hendrix (* 22. September 1935 in Neuss; † 16. April 2020 ebenda) war ein deutscher Ruderer.

## Biografie
Victor Hendrix gewann beim Deutschen Meisterschaftsrudern 1959 zusammen mit seinem Vereinskollegen Manfred Kluth und den beiden Düsseldorfern Günter Schroers und Manfred Uellner die Goldmedaille im Vierer ohne Steuermann. Durch diesen Erfolg war das Quartett für die Europameisterschaften 1959 im französischen Mâcon qualifiziert, wo die Crew die Silbermedaille gewann. Zum Jahresende wurde die Mannschaft aufgelöst und Trainer Gert van Opbergen holte mit Georg Niermann und Albrecht Wehselau vom Bremer Ruder-Club Hansa zwei neue Ruderer ins Boot.
Bei den Olympischen Sommerspielen 1960 in Rom wurde der deutsche Vierer im Training auf dem Albaner See bei einer Kollision mit einem anderen Boot stark beschädigt. Da kein Ersatzboot zur Verfügung stand, wurde das Boot notdürftig repariert. In der olympischen Regatta war das deutsche Boot erfolglos und schied im Hoffnungslauf aus.
Nach seiner aktiven Ruderkarriere war Hendrix auch bei Schwarz-Weiß Neuss als Tennis- und Hockeyspieler aktiv. Er schloss in Aachen ein Maschinenbau-Studium ab. 1962 begann er als Diplom-Ingenieur bei der Pierburg-Luftfahrtgeräte-Union. Nach seiner Pensionierung zog er mit seiner Ehefrau Henriette in die französische Gemeinde Pernes-les-Fontaines.